# Komunitní knihovna
Komunitní knihovna (od slova komunita z latinského „communitas“, skupina či spolek lidí žijící v téže lokalitě ) je knihovnické zařízení, v němž jsou způsobem zaručujícím rovný přístup všem bez rozdílu poskytovány veřejné knihovnické a informační služby vymezené knihovním zákonem. Nejčastěji je jím veřejná knihovna, která navíc aktivně vstupuje do života místní komunity a pomáhá jí v jejím rozvoji. Neomezuje se jen na své registrované čtenáře, ale plánovitě a systematicky oslovuje celou komunitu místa, své služby rozvíjí tak, aby mohla pružně reagovat na potřeby všech skupin lidí v místě, tzn. reaguje na potřeby komunity. Komunitu v souvislosti s veřejnými knihovnami vymezujeme geograficky a v tomto smyslu je tedy tvořená lidmi, kteří patří k určitému místu a vytvářejí mezi sebou nějaké vztahy.

## Role komunitní knihovny
Mezi role komunitní knihovny patří například:
- rozvoj komunity v místě svého působení,
- propagace regionální historie, literatury, podpora kulturního dědictví
- podpora dobrého soužití lidí v místě,
- pomoc lidem zlepšovat místo/obec/město, ve kterém žijí,
- organizace kulturních programů se vztahem k místu s přihlédnutím k multikulturnímu prostředí,
- rozvoj dobrých vztahů mezi lidmi, skupinami lidí i organizacemi na daném území,
- poskytnutí prostoru pro komunitní aktivity a tvorba komunitních projektů,
- spolupráce s dalšími skupinami i jednotlivci v souladu s rozvojem komunity,
- podíl se na společném životě místa,
- bohatá spolupráce s místními organizacemi a institucemi,
- podpora propojování veřejného a soukromého sektoru, rozvoj partnerství mezi organizacemi a představiteli veřejné správy, neziskovými organizacemi, podnikateli, občany

Aktivity komunitní knihovny neomezující se pouze na pravidelné čtenáře jsou pro dosažení cílového efektu klíčové. Základem komunitní práce veřejných knihoven je rozšiřování stávajících služeb ve snaze vytvořit komplexní nabídku napříč cílovými skupinami obyvatel. Pro efektivní zacílení těchto oslovovaných skupin je třeba vzít na vědomí faktory jako je např. věk, pohlaví nebo vzdělání. Jedním z jejích hlavních cílů je prolínání cílových skupin, tedy setkávání se lidí různého pohlaví, věku, profesí, zájmů, etnického původu nebo sociálního postavení.
Komunitní knihovny proto pořádají například:
- aktivity pro děti a mládež,
- aktivity pro rodiny,
- aktivity pro seniory,
- aktivity pro nezaměstnané,
- aktivity pro menšinové skupiny,
- aktivity pro zdravotně handicapované,
- aktivity pro sociálně nepřizpůsobivé.

Komunitní knihovny mají za cíl při zachování kvalitních knihovnických a informačních služeb povzbudit místní obyvatele k aktivní účasti na životě své obce například:
- pomoci rozšířit možnosti lidí ovlivnit to, co se v obci děje
- pomoci řešení problémů komunity informační podporou všech zainteresovaných
- posilovat vztah lidí k místu, ve kterém žijí
- koordinovaně s dalšími organizacemi (a ve spolupráci s nimi) rozvíjet kulturní, vzdělávací a volnočasové aktivity vycházející z potřeb komunity (podpora rozvoje potenciálu místa). Příležitostně komunitní aktivity různého rozsahu realizuje velká část veřejných knihoven, často jako součást svých PR aktivit - snaží se jimi oslovit své okolí a získat další uživatele svých služeb.